# Saló de l'Automòbil de Tòquio
El Saló de l'Automòbil de Tòquio (東京モーターショー, Tōkyō Mōtā Shō) és un saló de l'automòbil biennal celebrat entre l'octubre i el novembre al Tokyo Big Sight, a Kōtō, Tòquio per a automòbils, motocicletes i vehicles comercials. Organitzat per l'Associació de Fabricants d'Automòbils del Japó (JAMA), és un saló reconegut per l'Organització Internacional de Fabricants d'Automòbils (OICA) i normalment exhibeix més concept cars que presenta models d'automòbils per a comercialitzar i per això és considerat com un dels cinc salons de l'automòbil més importants del món (els altres són els de Detroit, Ginebra, Francfort i París).

## Història

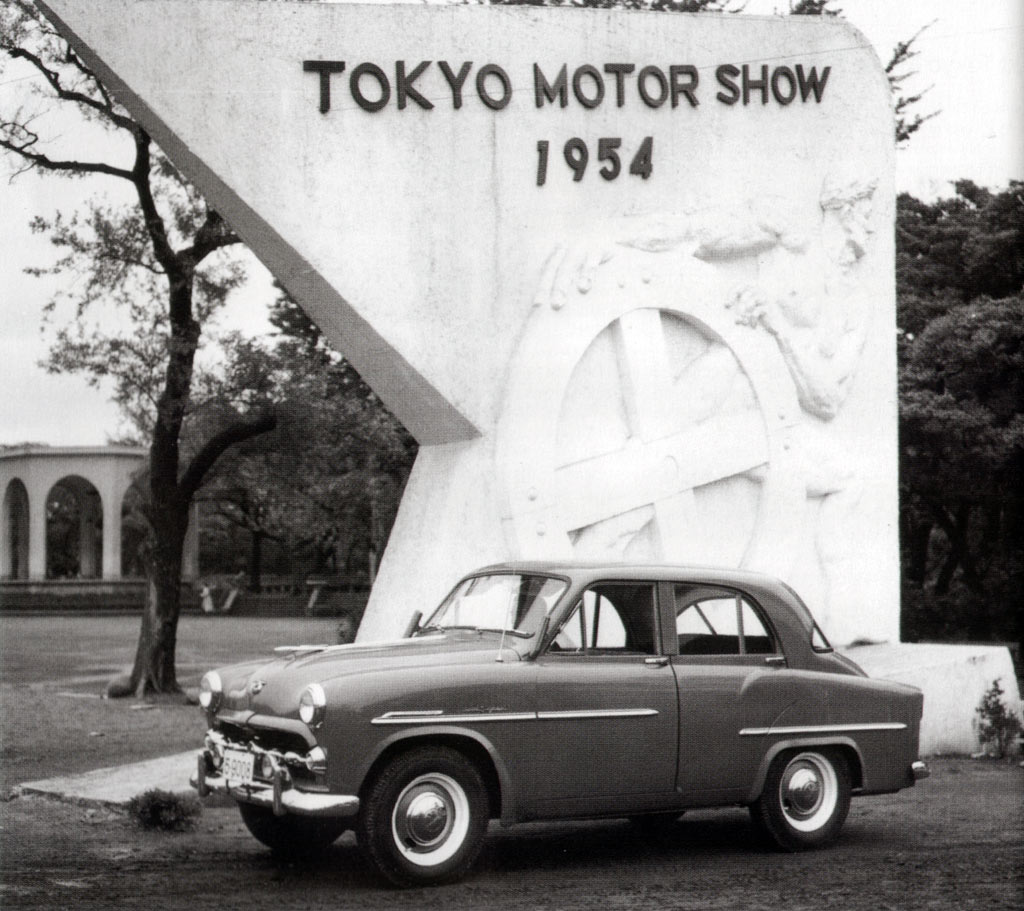
Toyopet Super RHK (1954)

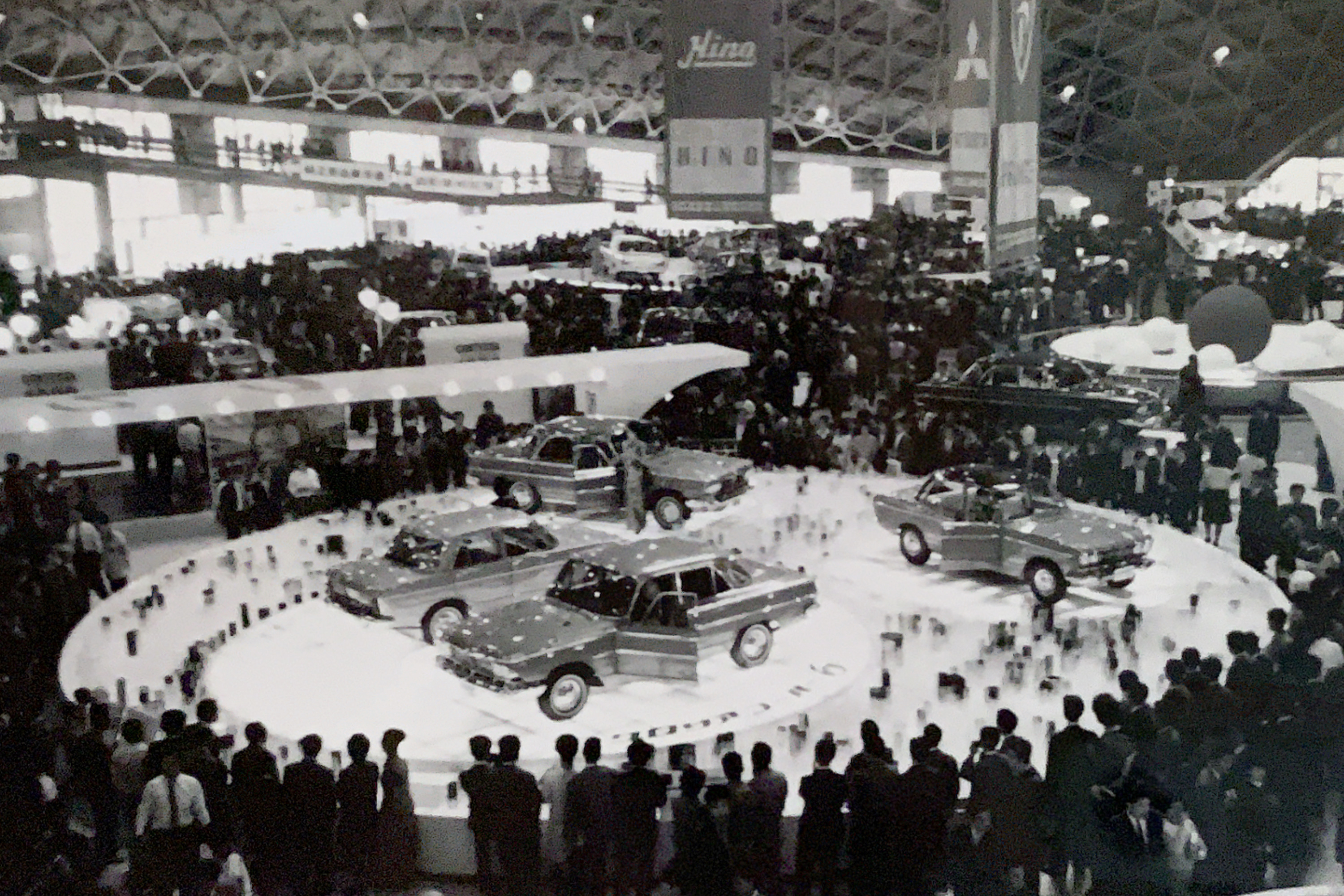
Dècada del 1960 al saló

El saló, anomenat inicialment Saló Nacional de l'Automòbil (全日本自動車ショウ, Zen Nippon Jidōsha Shō), fou celebrat per primera vegada a l'aire lliure, al parc de Hibiya, a Chiyoda, resultant un èxit d'assistència amb vora 547.000 visitants durant els deu dies del saló i amb 254 empreses que exhibien 267 vehicles, tot i que d'aquesta qüantitat, només 17 eren automòbils de turisme, dominant els comercials el saló. L'any 1958, degut a la construcció prop del parc d'un dipòsit del Metro de Tòquio, el saló fou traslladat al velòdrom de Kōrakuen, a Bunkyō. El saló, com ja havia passat en anteriors edicions, va patir una forta pluja. L'any 1959, l'esdeveniment es traslladà sota sostre al recentment inaugurat Pavelló de Harumi, a Chūō, el qual era tres vegades més gran que l'anterior recint. L'edició de 1962 va atraure a més d'un milió de visitants que vorien 410 vehicles de 284 expositors.
Ja a l'any 1973 i degut a la crisi del petroli, els organitzadors van decidir suspendre l'edició de l'any 1974 i convertir el saló en un esdeveniment biennal. L'any 1989, el saló fou traslladat a una nova ubicació, al Makuhari Messe, a Chiba, prefectura homònima i, finalment, a l'actual lloc, el Tokyo Big Sight, l'any 2011. Degut a l'actual alta demanda de vehicles i al fet que els prototips dominen el saló, entre els anys 2001 i 2005, l'esdeveniment tornà al seu originari format anual, amb un saló per a l'automòbil i la motocicleta als anys parells i un altre més menut per a vehicles comercials els anys 2002 i 2004. Malgrat això, des de l'any 2007 l'esdeveniment ha tornat al format biennal, combinant l'exhibició d'automòbils, vehicles comercials, motocicletes i mecànica automobilista. L'any 2021, per primera vegada en els 67 anys d'història de l'esdeveniment, l'edició del saló fou cancel·lada degut als riscos del COVID-19.

## Edicions

### Dècada del 1950
- Nissan-Austin A50 Cambridge (1954)
- Isuzu-Hillman Minx (1954)
- Hino-Renault 4CV (1954)
- Prince Sedan AISH (1954)
- Toyopet Super RHK (1954)
- Ohta PF/PX (1954)
- Datsun DB-5 (1954)
- Motocarros Daihatsu (1954)
- Datsun 110 (1955)
- Toyopet Crown RS (1955)
- Toyopet Master RR (1955)
- Ohta PK (1956)
- Toyota Corona (1957)
- Prince Skyline (1957)
- Fuji Cabin (1957)
- Subaru 360 (1958)
- Mikasa Touring (1958)
- Datsun Fairlady (1959)
- Mitsubishi 500 (1959)
- Datsun Bluebird (1959)